# Trevor Prangley
Trevor Prangley (ur. 24 sierpnia 1972 w Kapsztadzie) – południowoafrykański zapaśnik oraz zawodnik mieszanych sztuk walki (MMA), zwycięzca mistrzostw RPA w zapasach z 1995 w stylu wolnym. Jako zawodnik MMA mistrz m.in. Maximum Fighting Championship z 2009 oraz  King of the Cage z 2012 w wadze półciężkiej. W swojej karierze MMA związany z takimi organizacjami jak UFC, Strikeforce, DREAM czy BodogFight.

## Kariera sportowa

### Zapasy
Urodził się w Kapsztadzie w RPA. W wieku zaledwie 4 lat zaczął trenować zapasy. Przez następne lata wygrywał wiele regionalnych zawodów w tym najważniejsze mistrzostwo RPA w stylu klasycznym w 1995. Po niedługim czasie został zawodnikiem rezerwowym kadry olimpijskiej w zapasach jednak ostatecznie nie wziął w nich udziału. W 1996 wyjechał do Stanów Zjednoczonych by szlifować swoje umiejętności zapaśnicze i spróbować zakwalifikować się do następnych igrzysk olimpijskich w 2000 roku. Ostatecznie zamieszkał w Idaho, a kontynuował naukę w miejscowym North Idaho College, gdzie dołączył do uczelnianej kadry zapaśniczej, osiągając w ciągu dwóch lat spore sukcesy m.in. zajmując 8 miejsce podczas mistrzostw NJCAA w 1997 oraz 2 miejsce w 1998. Mimo sukcesów i perspektywy zbliżających się igrzysk ponownie nie wystąpił na nich, a w USA postanowił zostać na stałe. Skupił się natomiast na bjj i judo, by ostatecznie rozpocząć treningi stricte pod MMA.

### Mieszane sztuki walki
W 2001 zadebiutował w MMA poddając Joe Garcia. 23 października 2002 wygrał czteroosobowy turniej w Monterrey. 25 stycznia 2003 poddał Chaela Sonnena dźwignią na łokieć w pierwszej rundzie. 6 października 2003 wystąpił w mocno obsadzonym turnieju IFC: Global Domination jednak rywalizację zakończył na ćwierćfinale przegrywając na punkty z Renato Sobralem. 13 marca 2004 w meczu USA vs Rosja zwyciężył na punkty Andrieja Siemonowa. Z bilansem 8 zwycięstw i tylko jednej porażki związał się z Ultimate Fighting Championship, a zadebiutował w niej 19 czerwca 2004 na gali UFC 48 pokonując Curtisa Stouta przez poddanie wskutek duszenia.
Między walkami w UFC stoczył dwa pojedynki poza organizacją – jeden w rodzinnym Cape Town 26 lutego 2005 na gali African FC, przegrywając z Rico Hattinghiem przed czasem, oraz 26 marca 2005 na gali w Oregonie, pokonując Matta Horwicha jednogłośnie na punkty. 20 sierpnia 2005 na UFC 54 pokonał jednogłośną decyzją sędziów Travisa Luttera. 19 listopada tego samego roku podczas UFC 56 przegrał z Jeremym Hornem na punkty, natomiast 6 kwietnia 2006 na UFC Fight Night 4 uległ w rewanżu Chaelowi Sonnenowi. Po dwóch porażkach z rzędu Prangley został zwolniony z UFC, szybko jednak znalazł nowego pracodawcę i już w sierpniu zadebiutował w BodogFight pokonując Kyaceya Uscolę, a 7 października zaliczył debiut w Strikeforce poddając Anthony'ego Ruiza.
14 lipca 2007 pokonał przez techniczny nokaut Japończyka Yūkiego Kondō zostając mistrzem BodogFight w wadze średniej. Po tym sukcesie wziął udział w czteroosobowym turnieju wagi średniej Strikeforce który miał miejsce 16 listopada 2007. Pokonawszy w półfinale przed czasem Hawajczyka Falaniko Vitale, w finale uległ Brazylijczykowi Jorge Santiago przez nokaut w pierwszej rundzie. Po tej porażce, prawie rok nie startował w MMA. Dopiero 20 września 2008 wrócił do walk pokonując na gali Strikeforce: At The Mansion II w rewanżu Anthony'ego Ruiza.
15 maja 2009 został mistrzem Maximum Fighting Championship w wadze półciężkiej, odbierając tytuł Emanuelowi Newtonowi. Jeszcze w tym samym roku 28 listopada zdobył kolejny pas, tym razem organizacji Shark Fights, również kat. półciężkiej, poddając Marcusa Sursę. Po sukcesach w mniejszych organizacjach wrócił do Strikeforce, mierząc się 26 lutego 2006 z Francuzem Karlem Amoussou. Ostatecznie ogłoszono techniczny remis wskutek przypadkowego wsadzenia palca w oko przez Prangleya. W latach 2010–2011 nie osiągał już dużych sukcesów, ważniejsze pojedynki w tym dwa w Strikeforce z Timem Kennedym, czy Rogerem Gracie przegrywał przed czasem. Po przegranej z tym drugim nie przedłużono z nim kontraktu. Pod koniec 2011 w listopadzie miał jeszcze epizod w dużej organizacji, Bellator FC jednak uległ wtedy Hectorowi Lombardowi przez TKO w drugiej rundzie.
Od 2012 walczył na mniejszych galach w USA. 20 grudnia 2012 pokonał wskutek technicznej decyzji w czwartej rundzie Tony'ego Lopeza i został mistrzem King of the Cage w wadze półciężkiej. W sumie w latach 2013-2014 tytuł bronił sześciokrotnie, po czym zwakował pas. Między obronami mistrzostwa 18 sierpnia 2013 przegrał w Soczi z Wiaczesławem Wasilewskim przez TKO.
4 czerwca 2015 zmierzył się z Mikiem Hayesem w pojedynku wagi ciężkiej, ostatecznie remisując z nim.

## Osiągnięcia
Mieszane sztuki walki:
- 2003: Cage Fight Monterrey: Ultimate Fighting - 1. miejsce
- 2007: mistrz BodogFight w wadze średniej
- 2007: Strikeforce: Four Men Enter, One Man Survives - finalista turnieju wagi średniej
- 2009: mistrz Maximum Fighting Championship w wadze półciężkiej
- 2009-2010: mistrz Shark Fights w wadze półciężkiej
- 2012-2014: mistrz King of the Cage w wadze półciężkiej

Zapasy:
- 1995: Mistrzostwa RPA w zapasach - 1. miejsce, st. wolnym
- National Junior College Athletic Association:
  - 1997-1998: NJCAA Division I - All American
  - 1997: 8. miejsce
  - 1998: 2. miejsce